# Gyre centraméricain
Cet article concerne le phénomène atmosphérique. Pour le phénomène océanique, voir Gyre océanique.

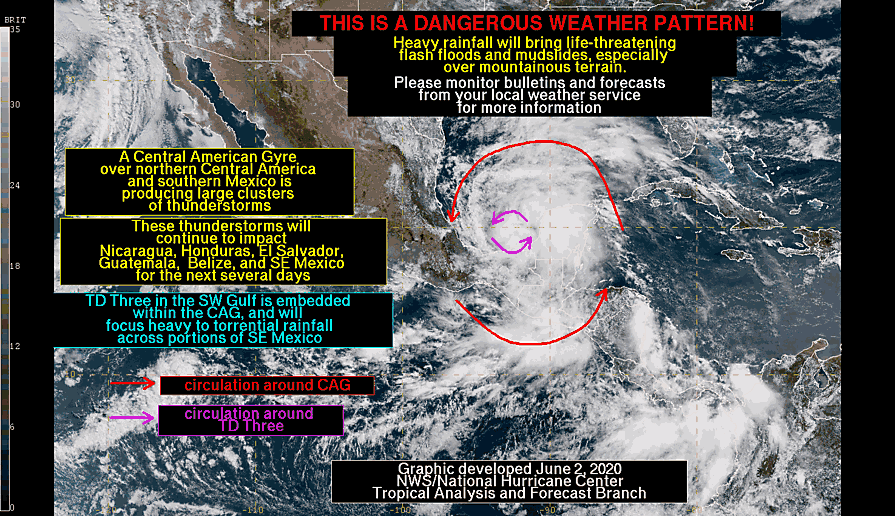
Les GCA sont des circulations de grande ampleur et présentent des risques d’inondations soudaines et de coulées de boue en Amérique centrale.

Le gyre centraméricain (GCA) est une vaste zone saisonnière dépressionnaire qui se produit au-dessus de l'océan Pacifique oriental et de la mer des Caraïbes occidentale. Il se développe chaque année pendant la saison des pluies de la région, entre mai et novembre, mais le plus souvent à la fin du printemps (mai-juin) et au début de l'automne (octobre-novembre),. Ce phénomène génère des bandes de fortes pluies orageuses qui peuvent persister plusieurs jours et même servir de précurseur au développement des cyclones tropicaux de la région.

## Description
Le gyre d'Amérique centrale est un type de creux de mousson qui présente des similitudes avec les dépressions de mousson d'autres bassins océaniques. La large circulation antihoraire des vents associée aux GCA est faible,. Ils peuvent s'étendre sur des centaines de kilomètres, couvrant d'importantes zones de l'océan Pacifique oriental, du sud du golfe du Mexique et de l'ouest de la mer des Caraïbes.
Les GCA se déplacent lentement et peuvent durer de quelques jours à quelques semaines lorsqu'ils se déplacent au-dessus de l'Amérique centrale et génèrent constamment des conditions météorologiques défavorables,,. Par conséquent, grâce à l'humidité des eaux océaniques proches, ils peuvent produire des quantités prolifiques de précipitations sur l'Amérique centrale, présentant un risque de crues soudaines et de glissements de terrain,,. Le relief de l'Amérique centrale ajoute aussi au développement et à l'organisation des averses et des orages associés aux GCA. En moyenne, les précipitations associées aux GCA se produisent le plus souvent le long de la côte de l'Amérique centrale.

## Développement
Les vents dominants dans le Pacifique oriental et l'Atlantique tropical ont tendance à souffler de l'est . Cependant, l'émergence de vents du nord-ouest sur l'Amérique centrale peut conduire au développement d'un gyre lorsque le régime des vents climatologiques est interrompu. Les GCA se produisent plus fréquemment à l'automne qu'au printemps lorsque les alizés d'est sont plus calmes, avec la fréquence maximisée en octobre.
Cette interruption des alizés tend à se produire plus fréquemment pendant certaines phases de l'oscillation Madden-Julian lorsque la convection profonde est plus probable en Amérique centrale. L’affaiblissement des vents d’est peut produire un flux cyclonique sur l’Amérique centrale et permettre la formation de GCA. Le tourbillon atmosphérique localisé produit par des ruptures dans le relief d'Amérique centrale telles que le col de Chivela, le golfe de Panama et le golfe de Papagayo peut également contribuer à l'évolution des GCA. La rareté du phénomène pendant l'été est associée à l'absence simultanée de flux de nord-ouest sur le golfe du Mexique. Une analyse a identifié 47 GCA survenus entre 1980 et 2010, correspondant à environ 1,5 par année

## Influence sur la cyclogénèse tropicale

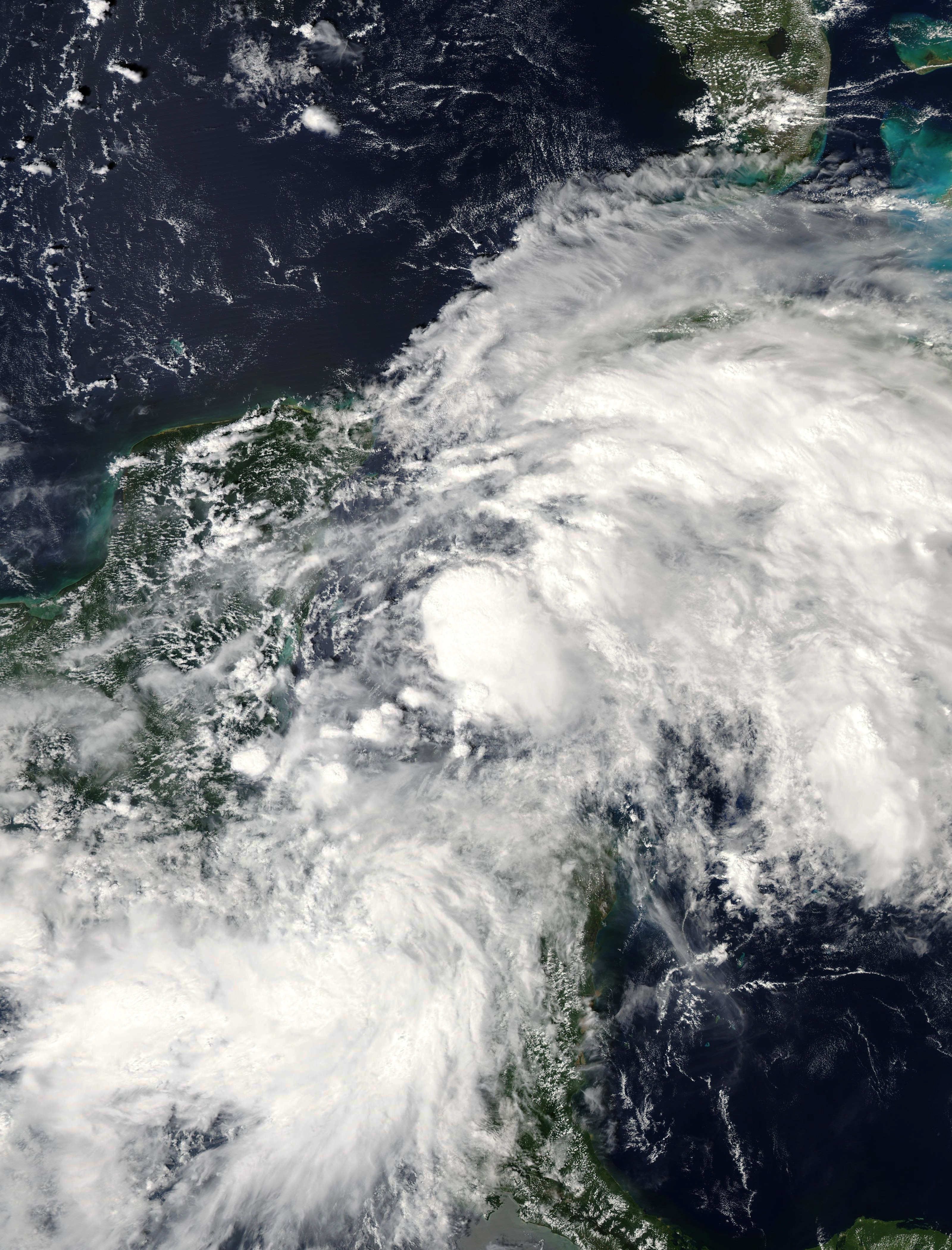
Les gyres d'Amérique centrale peuvent produire des cyclones tropicaux (précurseur de l'ouragan Michael illustré).

Les cyclones tropicaux au-dessus de l'ouest de la mer des Caraïbes et du sud du golfe du Mexique peuvent absorber l'humidité d'un CAG voisin, augmentant ainsi la quantité de précipitations qu'ils produisent. La présence d'un CAG peut également déplacer les précipitations associées aux cyclones tropicaux dans le sud du golfe du Mexique vers le sud et l'ouest.
Les GCA sont constitués de tourbillons plus petits qui tournent autour d'un gyre plus large. Ces zones localisées de basse pression sont associées à des orages plus forts et peuvent générer des poches de tourbillon plus intense. Elles résultent souvent de l'interaction entre le gyre et une onde tropicale. Un de ceux-ci peut se consolider en un cyclone tropical dans le Pacifique oriental ou dans l'Atlantique occidental et se détacher du gyre si l'environnement est propice à son développement,,. Cela se produit environ une fois tous les deux ans en moyenne, et ce développement se produit en tandem avec environ la moitié de tous les GCA,. La cyclogénèse tropicale se produit généralement à la périphérie nord-est du gyre, le cyclone tropical résultant se déplaçant dans le sens inverse des aiguilles d'une montre, parallèlement au flux autour du gyre,.